# 너트와 볼트
일반 상대성 이론에서 너트(영어: nut)와 볼트(영어: bolt)는 시공간의 등거리변환에 대한 고정점들의 종류이다. 너트와 볼트의 수에 따라서 시공간들을 분류할 수 있다.

## 정의
d차원 유클리드 계량 부호수의 시공간 {\displaystyle M}이 킬링 벡터 {\displaystyle K^{\mu }}를 갖는다고 하자. 그렇다면 {\displaystyle K^{\mu }|_{x}=0}인 점 {\displaystyle x}는 킬링 벡터의 고정점이다. 고정점 {\displaystyle x} 근처에서 킬링 벡터의 작용은 {\displaystyle \nabla _{\nu }K^{\mu }|_{x}\colon T_{x}M\to T_{x}M}으로 나타내어진다. {\displaystyle \nabla _{\nu }K_{\mu }}는 {\displaystyle d\times d} 반대칭 행렬이며, 따라서 그 계수(rank)는 다음과 같다.
{\displaystyle \operatorname {rank} (\nabla _{\nu }K^{\mu })\in \{0,2,\ldots ,\lfloor d/2\rfloor \}}
이 경우, {\displaystyle \nabla _{\nu }K^{\mu }}의 계수에 따라 고정점들은 다음과 같이 분류된다. 계수가 {\displaystyle 2k}인 경우는 고정점들은 {\displaystyle d-2k}차원의 부분다양체를 이룬다.
- 만약 계수가 0인 경우는 {\displaystyle x}의 근방에서 {\displaystyle K^{\mu }=0}이므로, 이 경우는 자명한 킬링 벡터만 가능하다.
- 만약 {\displaystyle 0<d-2k<d}인 경우는 이 2k차원 고정 부분다양체를 볼트라고 한다.
- 만약 {\displaystyle d}가 짝수이며 {\displaystyle 2k=d}인 경우, 이 고정 부분다양체는 하나의 고립된 고정점이다. 이 경우 고정점을 너트라고 한다.

볼트와 너트는 각각 추가로 분류할 수 있다. {\displaystyle \nabla _{\nu }K^{\mu }}의 0이 아닌 고윳값들이 {\displaystyle \pm \lambda _{1},\dots ,\pm \lambda _{k}}라고 하자. 만약 고윳값들의 비가 무리수라면 등거리변환의 작용에 대한 궤도는 고차원 부분공간의 조밀집합을 이루게 된다. 따라서 고윳값들의 비는 보통 유리수이며, 이 경우 비를 서로소 정수
{\displaystyle \lambda _{1}:\lambda _{2}:\cdots :\lambda _{k}=p_{1}:p_{2}:\cdots :p_{k}}
{\displaystyle p_{1},\dots ,p_{k}\in \mathbb {Z} }
로 나타내어 {\displaystyle (p_{1},\dots ,p_{k})}형 너트 또는 볼트로 부른다.

## 예
볼트의 대표적인 예는 유클리드 슈바르츠실트 계량의 사건 지평선이다. 이는 2차원 구면을 이룬다.
너트의 대표적인 예는 토브-너트 공간의 원점이다. 볼트와 너트라는 이름은 토브-너트 공간에서 유래하였다.

## 참고 문헌
- Gibbons, G. W.; S. W. Hawking (1979). “Communications in Mathematical Physics” (영어) 66 (3): 291–310. doi:10.1007/BF01197189. ISSN 0010-3616. MR 0535152.